# Desidates
Els desidiates o desidates  (en llatí daesidiatae o desidatae, en grec antic Δαισιδιᾶται) eren una de les moltes tribus que vivien a Pannònia, segons Estrabó.
Plini el vell i Gai Vel·lei Patèrcul els esmenten com una de les tribus dels il·liris denominació que els romans donaven freqüentment (però erròniament) a les tribus de Pannònia.